# Voix des travailleurs
Voix des travailleurs (VdT) est une organisation trotskiste française, active indépendamment entre 1997 et 2000.

## Historique
Elle est créée après l'exclusion de Lutte ouvrière (LO), le 23 mars 1997, des sections de Bordeaux (où figure Philippe Poutou) et Rouen ainsi que des militants qui s'étaient solidarisés avec eux, et qui publia un journal bimensuel du même nom. Les militants ont été exclus de LO pour avoir, selon eux, critiqué la dérive sectaire de la direction de LO ainsi que son repli sur elle-même. Ils reprochent aussi à Arlette Laguiller de ne pas avoir tenu sa promesse de l'élection présidentielle de 1995 consistant à créer un grand parti ouvrier rassemblant au-delà de LO.
Lors du XIVe congrès en juin 2000, la Ligue communiste révolutionnaire (LCR) a approuvé l'intégration des membres de VdT. VdT en devient une tendance. 

## Homonymie
« La Voix des Travailleurs » est le nom d'un autre groupe, lui aussi issu d'une rupture avec Lutte ouvrière, qui édite les bulletins d'entreprise du même nom et fait paraître ses textes sur « Matière et révolution » en tant que contribution au débat sur la philosophie dialectique.